# Ганнерсбері (станція)
51°29′29″ пн. ш. 0°16′33″ зх. д. / 51.491264° пн. ш. 0.275742° зх. д.
Ганнерсбері (англ. Gunnersbury) — станція Лондонського метро та National Rail. Розташована у 3-й тарифній зоні, у Ганнерсбері, боро Гаунслоу, Великий Лондон, для Лондонського метро — на лінії Дистрикт — між станціями К'ю-гарденс та Тернем-Грін, для National Rail — у мережі London Overground, Північно-Лондонська лінія — між станціями К'ю-гарденс та Саут-Актон. Пасажирообіг на 2017 для метростанції — 5.71 млн. осіб, для London Overground — 2.526 млн. осіб
Конструкція станції — наземна відкрита з однією острівною платформою на дузі.

## Історія
- 1. січня 1869 — відкриття станції у складі London and South Western Railway (L&SWR), як Брентфорд-роуд.
- 1869 — відкриття трафіку North London Railway (NLR).
- 1. червня 1870 — відкриття трафіку Great Western Railway (GWR).
- 31. жовтня 1870 — припинення трафіку GWR.
- 1871 — перейменування станції на Ганнерсбері.
- 1. червня 1877 — відкриття трафіку Metropolitan District Railway (MDR, сьогоденна лінія Дистрикт).
- 1. жовтня 1877 — відкриття трафіку Metropolitan Railway (MR, сьогоденна лінія Метрополітен).
- 1. січня 1894 — відновлення трафіку GWR.
- 31. грудня 1906 — припинення трафіку MR.
- 31. грудня 1910 — припинення трафіку GWR.
- 3. червня 1916 — припинення трафіку L&SWR.

## Пересадки
- На автобуси London Buses маршрутів 237, 267, 391, 440 and H91 та нічного маршруту N9.

## Послуги
| Попередня станція | Лінія | Лінія                                       | Лінія | Наступна станція |
| ----------------- | ----- | ------------------------------------------- | ----- | ---------------- |
| К'ю-гарденс       |       | Лондонське метро Лінія Дистрикт             |       | Тернем-Грін      |
| К'ю-гарденс       |       | London Overground Північно-Лондонська лінія |       | Саут-Актон       |